# 厚羊齒屬
厚羊齒屬（學名：Pachypteris），又名厚葉蕨屬、厚葉種子蕨屬，是一屬已滅絕的種子蕨，生存於早三疊紀至晚白堊紀。它們生長在熱帶森林中，是侏羅紀植物群中常見的一類。其化石分布於全世界。

## 特徵
厚羊齒的典型植株高度約為2公尺。小複葉有著規則和不規則的裂片外觀及很厚的角質層。它們是最後一批種子蕨，在白堊紀晚期宣告絕滅。

## 物種
目前本屬之下大約有20個物種，以下列出本屬的部分物種：
- Pachypteris auriculata Passalia, 2007[1]
- Pachypteris crassa Townrow, 1965[1]
- Pachypteris gradinarui
- Pachypteris rhomboidalis
- Pachypteris speciosa